# 셰메이잉
셰메이잉(중국어 정체자: 謝美英, 병음: Xìe Mêiyīng, 한자음: 사미영, 1970년 7월 30일 ~ )은 중화민국의 정치인이다. 2018년 타오위안시 제7선거구의 시의원으로 당선된다.

## 학력
- 타오위안시 위다 고등학교
- 남아기술학원 기엽관리과
- 국립 둥화 대학 기엽관리연구소박사

## 같이 보기
- 중국국민당